# Circondario dell'Uckermark
Il circondario dell'Uckermark (in tedesco Landkreis Uckermark) è un circondario rurale del Brandeburgo, in Germania.

Comprende 7 città e 23 comuni.

Il capoluogo è Prenzlau, il centro maggiore Schwedt/Oder.

## Storia
Il circondario dell'Uckermark fu creato nel 1993 dall'unione dei 3 precedenti circondari di Angermünde, Prenzlau e Templin, più la città extracircondariale di Schwedt/Oder.

## Geografia fisica
L'Uckermark confina a nord con i circondari Terra dei Laghi del Meclemburgo (nel Meclemburgo-Pomerania), ad ovest e a sud con il Barnim, ad est con la Polonia (voivodato di Lubusz). Il confine polacco è rappresentato dal fiume Oder.

## Società

### Evoluzione demografica
- Sviluppo della popolazione dal 1875 entro gli attuali confini (linea blu: popolazione; linea puntata: confronto dello sviluppo della popolazione dello stato del Brandenburgo; sfondo grigio: ai tempi del governo nazista; sfondo rosso: al tempo del governo comunista).
- Sviluppo recente della popolazione (linea blu) e previsioni.

| Anno | Abitanti |
| ---- | -------- |
| 1875 | 129 964  |
| 1890 | 128 385  |
| 1910 | 132 931  |
| 1925 | 140 942  |
| 1933 | 137 444  |
| 1939 | 140 502  |
| 1946 | 166 690  |
| 1950 | 174 223  |
| 1964 | 160 730  |
| 1971 | 172 776  |

| Anno | Abitanti |
| ---- | -------- |
| 1981 | 175 927  |
| 1985 | 173 993  |
| 1989 | 172 982  |
| 1990 | 170 409  |
| 1991 | 165 542  |
| 1992 | 165 115  |
| 1993 | 163 719  |
| 1994 | 162 022  |
| 1995 | 160 310  |
| 1996 | 159 029  |

| Anno | Abitanti |
| ---- | -------- |
| 1997 | 157 663  |
| 1998 | 155 723  |
| 1999 | 154 086  |
| 2000 | 151 740  |
| 2001 | 148 606  |
| 2002 | 145 715  |
| 2003 | 143 411  |
| 2004 | 141 454  |
| 2005 | 139 326  |
| 2006 | 137 209  |

| Anno | Abitanti |
| ---- | -------- |
| 2007 | 134 958  |
| 2008 | 132 837  |
| 2009 | 131 115  |
| 2010 | 129 738  |
| 2011 | 123 731  |
| 2012 | 122 484  |
| 2013 | 121 326  |

## Suddivisione
| Nome                     | Status | Amministrato da         |
| ------------------------ | ------ | ----------------------- |
| Angermünde               | città  | -                       |
| Boitzenburger Land       | comune | -                       |
| Brüssow                  | città  | Amt Brüssow (Uckermark) |
| Carmzow-Wallmow          | comune | Amt Brüssow (Uckermark) |
| Casekow                  | comune | Amt Gartz (Oder)        |
| Flieth-Stegelitz         | comune | Amt Gerswalde           |
| Gartz (Oder)             | città  | Amt Gartz (Oder)        |
| Gerswalde                | comune | Amt Gerswalde           |
| Göritz                   | comune | Amt Brüssow (Uckermark) |
| Gramzow                  | comune | Amt Gramzow             |
| Grünow                   | comune | Amt Gramzow             |
| Hohenselchow-Groß Pinnow | comune | Amt Gartz (Oder)        |
| Lychen                   | città  | -                       |
| Mescherin                | comune | Amt Gartz (Oder)        |
| Milmersdorf              | comune | Amt Gerswalde           |
| Mittenwalde              | comune | Amt Gerswalde           |
| Nordwestuckermark        | comune | -                       |
| Oberuckersee             | comune | Amt Gramzow             |
| Pinnow                   | comune | città di Schwedt/Oder   |
| Prenzlau                 | città  | -                       |
| Randowtal                | comune | Amt Gramzow             |
| Schenkenberg             | comune | Amt Brüssow (Uckermark) |
| Schönfeld                | comune | Amt Brüssow (Uckermark) |
| Schwedt/Oder             | città  | -                       |
| Tantow                   | comune | Amt Gartz (Oder)        |
| Temmen-Ringenwalde       | comune | Amt Gerswalde           |
| Templin                  | città  | -                       |
| Uckerfelde               | comune | Amt Gramzow             |
| Uckerland                | comune | -                       |
| Zichow                   | comune | Amt Gramzow             |